# Iglù

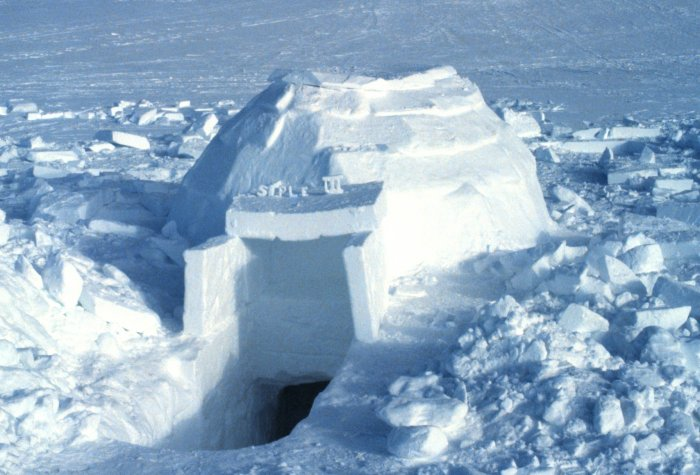
Iglù

Un iglù (dall'inglese igloo, a sua volta dall'inuktitut ᐃᒡᓗ, iglu, «casa») è un rifugio costruito con blocchi di neve, generalmente a forma di cupola, costruzione tipica degli Inuit (popolazione originaria dell'estremo nord del Canada) prima degli anni 1970.

## Etimologia

Forma tradizionale di un iglù

Il termine iglu identifica in lingua inuktitut ogni tipo di casa, mentre nelle altre lingue il termine ha assunto il significato specifico di rifugio di neve, che gli Inuit indicano col nome più preciso igluvigaq (igluvigait al plurale).

## Descrizione

### Fasi di costruzione

Esempio realizzativo col metodo dei cerchi concentrici

1. I mattoni vengono realizzati con neve pressata e vengono segati diversamente in base a dove devono essere collocati, in modo da poter costruire una parete sferica. Come riferimento per ottenere una curvatura ottimale può essere usata una corda fissata al centro della base e usata come misura del raggio della cupola.[2]
2. I mattoni possono essere montati seguendo una spirale oppure semplicemente in cerchi via via più stretti e inclinati verso l'interno. La seconda possibilità è geometricamente più semplice ma forse meno robusta.[2]
3. Finita la cupola si scava nella parete il foro d'entrata, generalmente protetto da una piccola volta che serve a ostacolare l'entrata di raffiche di vento. Un foro più piccolo, in alto, serve da comignolo per quando si accende un fuoco per riscaldare l'ambiente. Alcune volte, nei villaggi, venivano scavati cunicoli sotterranei comunicanti tra i vari iglù, per motivi di sicurezza o per muoversi di casa in casa in condizioni atmosferiche avverse.[2]

### Temperatura interna

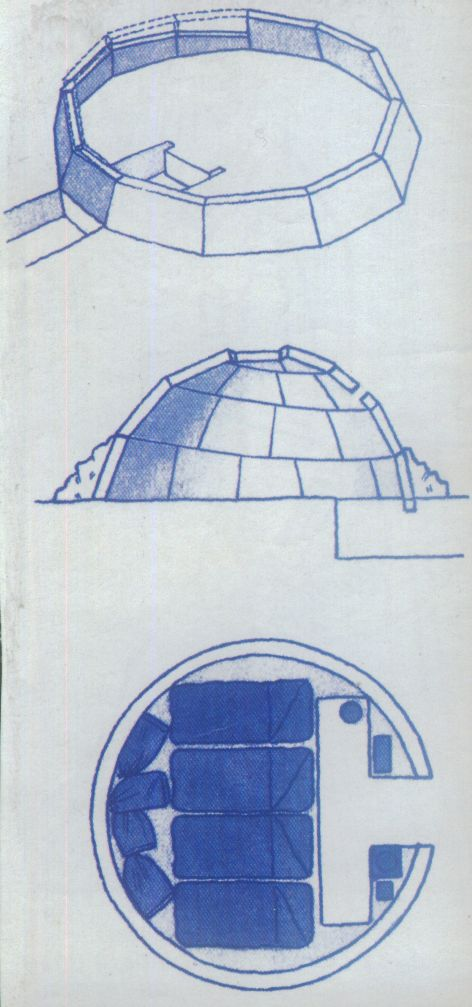
L'interno di un iglù

L'iglù è un ambiente abbastanza ristretto, per cui, nonostante sia una costruzione tipica di luoghi molto freddi, portarlo ad una temperatura adatta per viverci è un'operazione piuttosto veloce. Due persone al suo interno e l'accensione di un piccolo braciere sono sufficienti per raggiungere e mantenere i 17 °C mentre la temperatura esterna si mantiene costantemente tra i -40 °C e -50 °C. L'aria interna si riscalda rapidamente e i blocchi di neve che costituiscono le pareti non si sciolgono a causa della capacità termica del ghiaccio e della rigida temperatura esterna.
Il fuoco acceso all'interno dell'iglù inoltre scioglie un fine strato di neve sulle pareti interne dell'abitazione, che si trasforma in ghiaccio quando il fuoco si spegne, col risultato di rendere l'interno dell'iglù totalmente impermeabile al vento.